# Collado Mediano
Collado Mediano est une commune de la communauté de Madrid, en Espagne.